# Dreissena carinata
Dreissena carinata is een tweekleppigensoort uit de familie Dreissenidae. De wetenschappelijke naam werd in 1853 gepubliceerd door Dunker.
Rechter en linker klep van hetzelfde exemplaar:

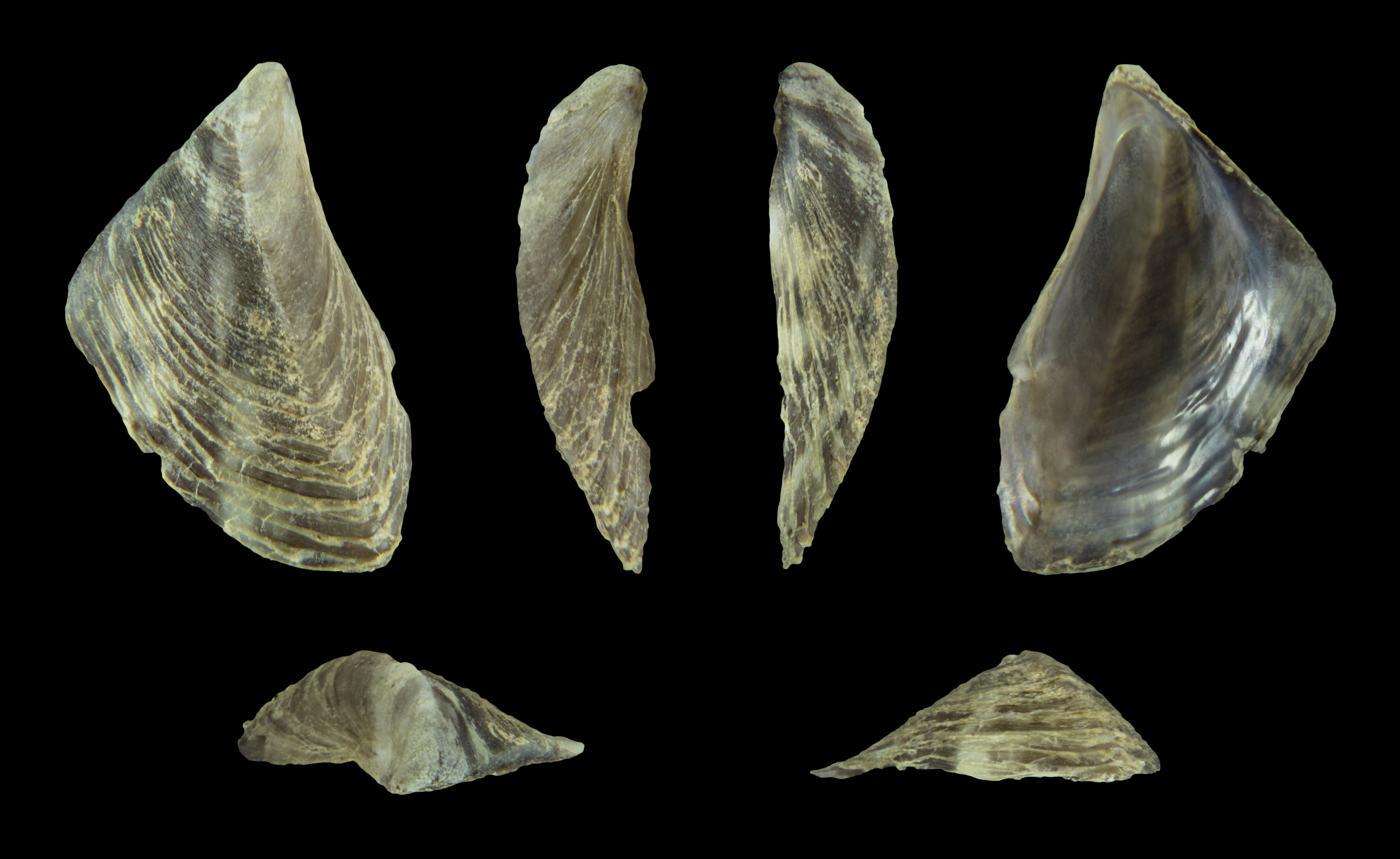
Rechter klep
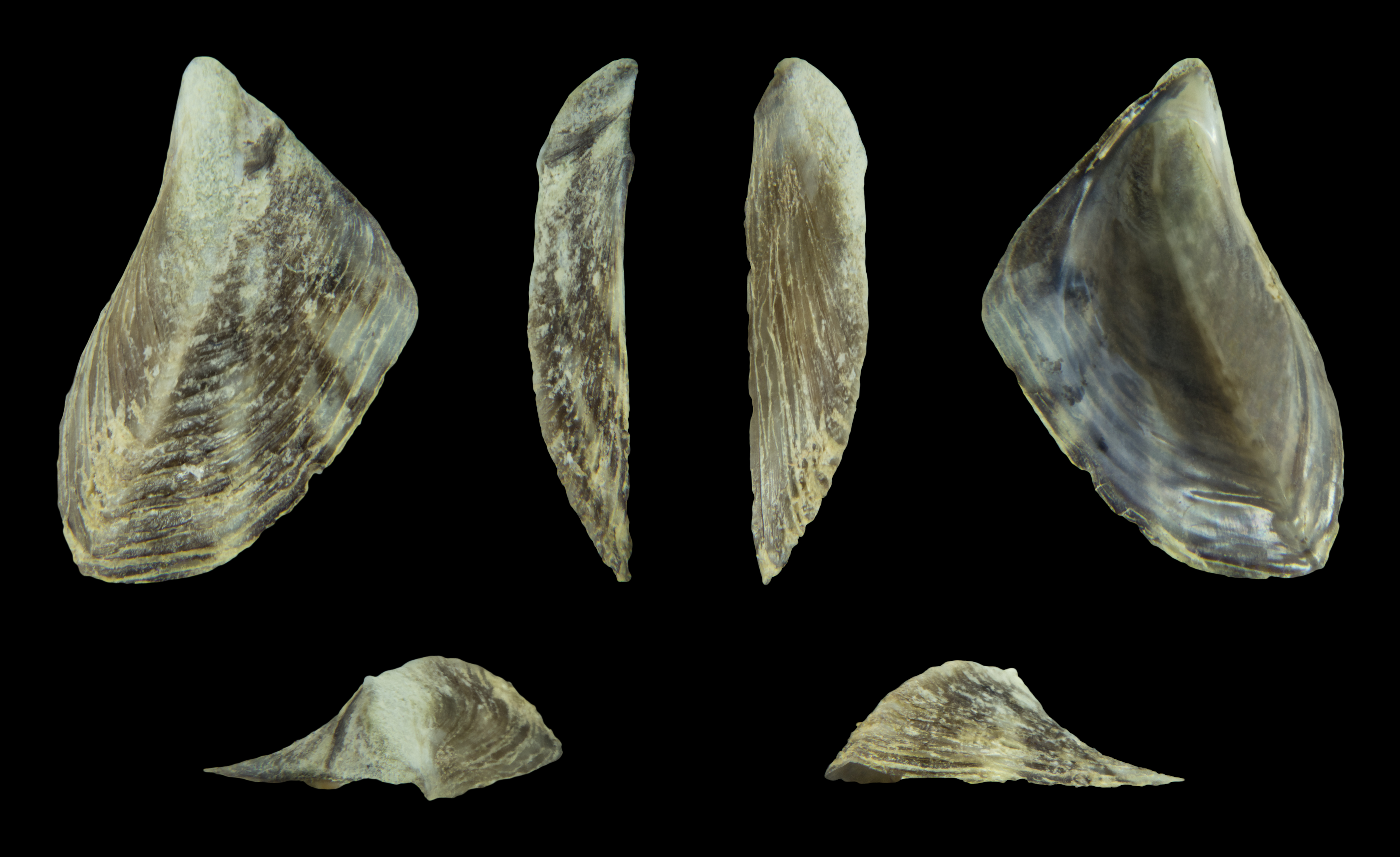
Linker klep